# پاکت کاغذی

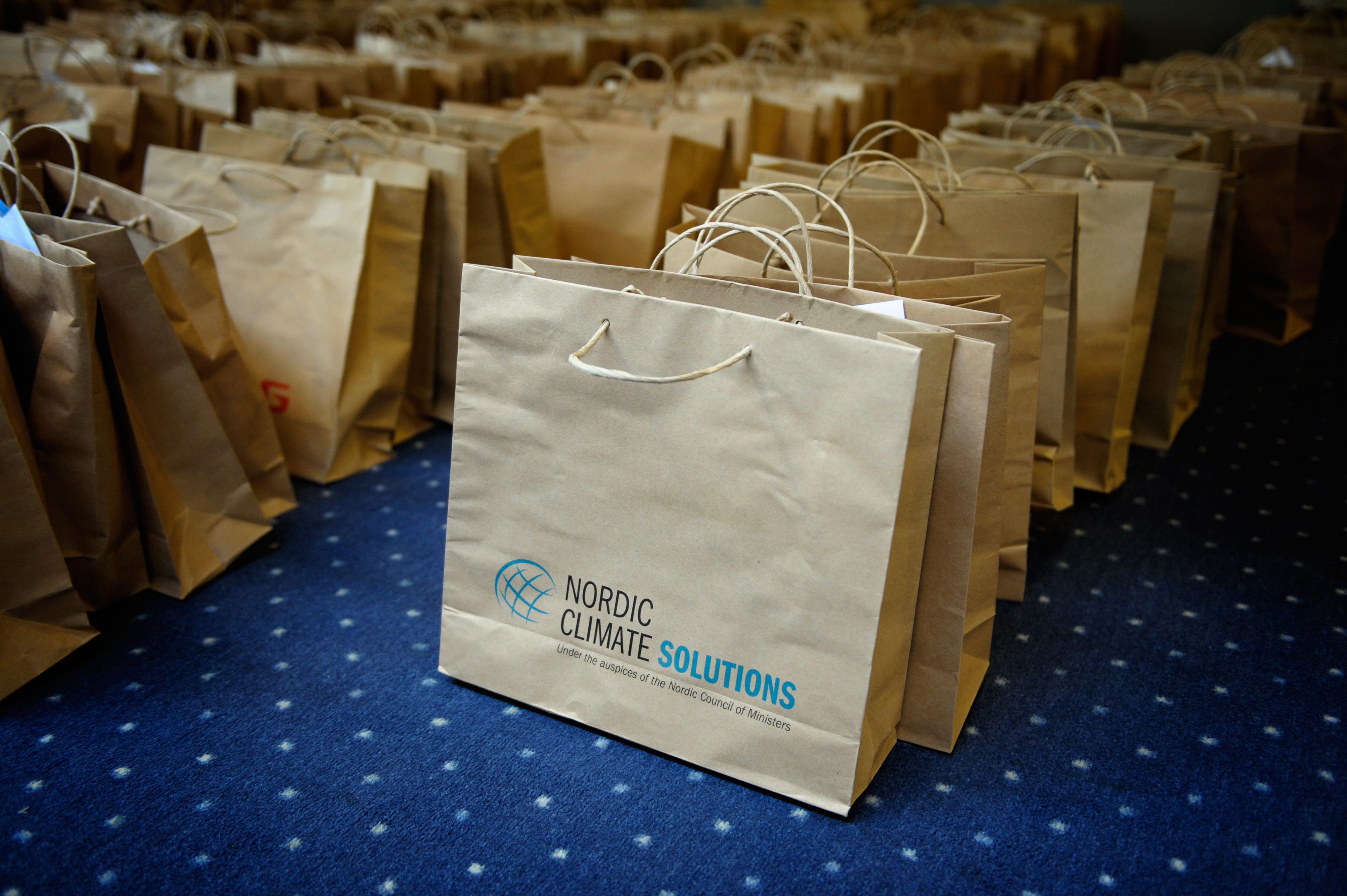
پاکت کاغذی کرافت.

پاکت کاغذی (انگلیسی: Paper bag) پاکت یا کیفی است که از کاغذ، عموماً کاغذ کرافت ساخته شده باشد. پاکت‌های کاغذی اغلب به عنوان کیسه خرید، پاکت بسته‌بندی و ساک استفاده می‌شود.

## روش تولید ساک دستی های کاغذی
روش تولید ساک دستی های کاغذی و مقوایی به صورت زیر می باشد:
- انتخاب کاغذ
- چاپ
- خدمات پس از چاپ (سلفون، طلاکوب، برجسته، امباس، ورنی، یووی و …)
- قالب زنی
- ساخت
- بسته بندی

## مراحل تولید ساک دستی مقوایی
برای تولید ساک دستی بعد از آنکه کاغذ مورد نظر انتخاب شد، عملیات چاپ روی آن انجام می شود. چاپ ساک دستی اکثراً به صورت افست انجام می شود و در چاپ آن علاوه بر چهار رنگ اصلی می توان از رنگ های پنتون، متالیک و یا رنگ های ساختگی استفاده کرد.
پس از چاپ شدن کار، بسته به مقدار مرکب استفاده شده بر روی کار می بایست مدت زمانی کار کنار گذاشته شود تا کاملاً خشک شود.
در مرحله بعدی با توجه به مراحل پس از چاپ در نظر گرفته شده برای ساک دستی، کاغذ و یا مقواهای چاپ شده باید مراحل را به ترتیب طی نمایند. فرض نمایید ساک دستی شما دارای سلفون، طلاکوب و یووی موضعی باشد. برای تولید این ساک ابتدا عملیات سلفون کشی انجام می شود. سپس کارها یووی خورده و در مرحله آخر طلاکوب انجام خواهد شد. البته این نکته را باید در نظر داشت در برخی از کارها به لحاظ فنی ممکن است برخی مراحل تولید جابه جا شوند.
در مرحله بعد کاغذ یا مقواها با دستگاه دایکات و یا لترپرس قالب خورده و آماده ساخت می شوند. سپس ساک دستی ها در کارگاه با استفاده از چسب دو طرفه ساخته و آماده می شوند. سپس در کارتن بسته بندی شده و آماده تحویل می گردند.